# Romanos en Bélgica

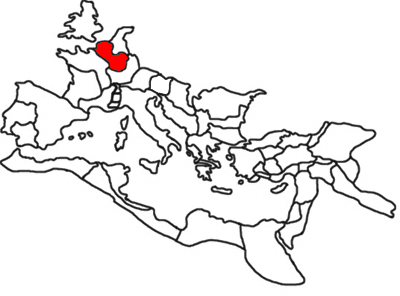
Mapa del Imperio romano en el, con la provincia de la Galia Bélgica marcado en rojo.

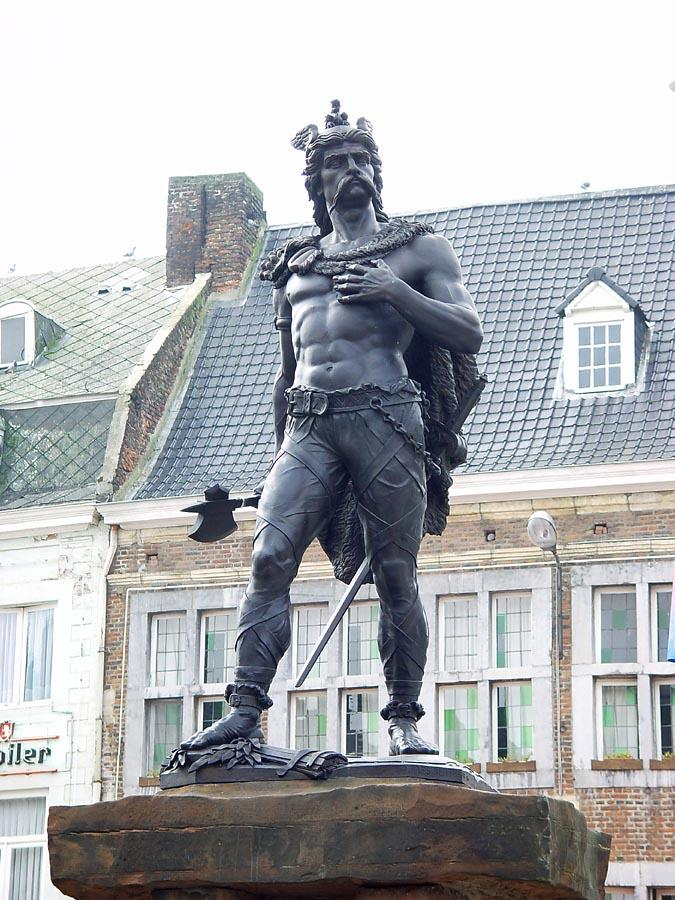
Estatua de Ambíorix en Tongeren.

El período romano en Bélgica comenzó con la conquista del territorio que actualmente es el estado belga por parte de Julio César para la República romana en el año 57 a. C. Para entonces estaba habitada por tribus celtas y germanas. Fue organizada como una provincia romana, a la que se llamó Galia Bélgica. Más tarde se dividió en cuatro provincias. Los romanos conocieron un tiempo turbulento en Bélgica, pero finalmente pudieron consolidar su poder en una provincia que servía de zona de defensa contra los germanos. El término del período romano en Bélgica puede fijarse en el siglo V, cuando los francos, pueblo germánico, dominaron el norte del país. El sur siguió estando fuertemente romanizado. 

## La guerra de las Galias
El procónsul romano Cayo Julio César marchó en 57 a. C. hacia el Norte, donde primero acabó con los nervios, comandados por Boduognato. Solo tres de seiscientos consejeros de los nervios sobrevivieron a este ataque. Los atrebates fueron derrotados en una batalla que tuvo lugar en alguna zona a las orillas del río Sabe. Los remos de Durocórtoro tomaron partido por los romanos. En poco tiempo César sometió a los belgas, instaló una legión en diversas tribus y tomó rehenes.
Ambíorix era, junto con Catuvolco, rey de los eburones. En 54 a. C. Ambíorix se alzó contra los romanos después de que César hubiera mandado cinco cohortes bajo el mando de Sabino y Cota al campamento de invierno de Atuátuca (actual Tongeren) con el fin de proteger el Mosa contra los germanos. Ambíorix consiguió llevar una legión romana a una trampa y exterminarla. Cuando esta revuelta fracasó, Ambíorix fue perseguido por los romanos. Huyó al cruzar el Rin y desapareció en los bosques germanos.

## Modificaciones posteriores
Octavio, hijo adoptivo de César, transformó el territorio en el año 12 en la provincia romana de Bélgica, que incluía algunas zonas en Germania de la orilla izquierda del Rin. En el año 90 volvieron a separar estos territorios de Bélgica. Bélgica resultó dividida en 297 en Belgica Prima (Tréveris) y Belgica Secunda (Reims) como parte de una reforma administrativa bajo el reinado de Diocleciano.
- Datos: Q2088250